# Щепетники (Ярославская область)
Щепетники — деревня в Глебовском сельском округе Глебовского сельского поселения Рыбинского района Ярославской области.
Деревня  расположена в юго-западной части Глебовского сельского поселения, к югу от железной дороги Рыбинск—Сонково и юго-западу от железнодорожной станции Кобостово. Она находится к северу от деревни Беглецово и к югу от переезда через железную дорогу .
Деревня Шепетникова указана на плане Генерального межевания Рыбинского уезда 1792 года.
На 1 января 2007 года в деревне числилось 3 постоянных жителя . Почтовое отделение, расположенное в центре сельского поселения, селе Глебово, обслуживает в деревне Щепетники 16 домов .